# Flightradar24
Flightradar24 ist ein Onlinedienst zur Echtzeit-Positionsdarstellung von Flugzeugen. Er wird von dem in Stockholm ansässigen Unternehmen Flightradar24 AB betrieben.
Durch sogenanntes Radarspotting werden die von ADS-B-Sendern ausgestrahlten Signale von am Boden befindlichen ADS-B-Empfängern aufgefangen und via Internet in das Netzwerk von Flightradar24 übertragen. Die meisten modernen Verkehrsflugzeuge der zivilen Luftfahrt – teils auch der militärischen Luftfahrt – sind heute mit solchen Geräten ausgestattet. Die dabei übermittelten Positionsdaten der jeweiligen Flugzeuge werden mit weiteren Informationen zu Flugzeugtyp und Strecke korreliert und auf einer Karte abgebildet. Seit dem Frühjahr 2013 ist eine auf Google Earth basierende Ansicht implementiert, als wäre man im Flugzeug: die Cockpit View.

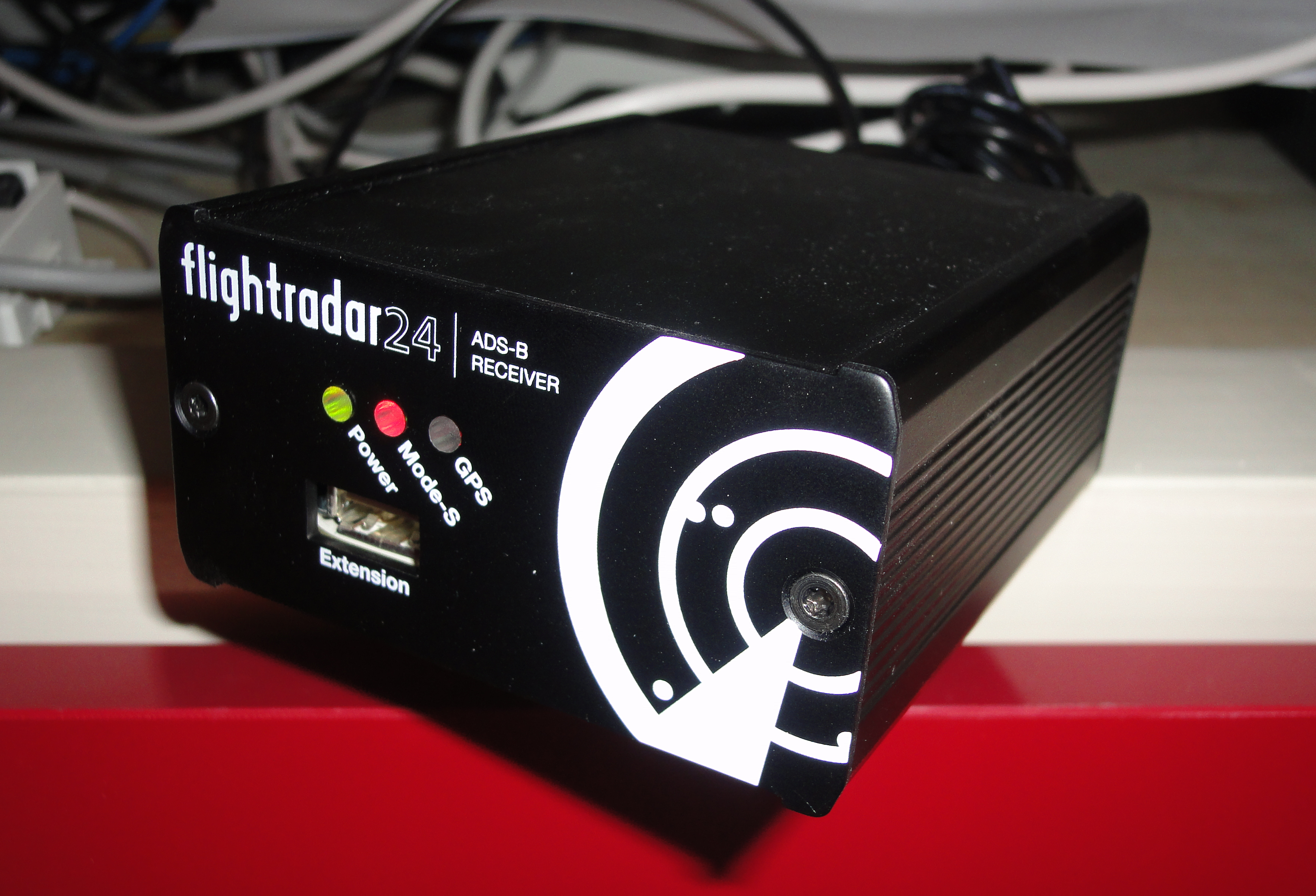
Ein von Flightradar24 bereitgestellter ADS-B-Empfänger (2014); das Modell basiert auf dem jetvision Radarcape

Die ADS-B-Empfänger werden bei Bedarf von Flightradar24 kostenlos gestellt und basieren auf dem Radarcape von Jetvision (Entwickler von „Mode-S Beast“); zusätzlich übermitteln Spotter die Daten ihrer privat betriebenen ADS-B-Empfänger an den Webdienst. Hierfür kommen, neben selbstgebauten Raspberry-Pi-Computern mit Software Defined Radio USB-Dongles und Linux- sowie MacOS-basierter Flightradar24-Software, Radarcape und AirSquitter von Jetvision zum Einsatz, welche neben einem eigenen MLAT-Netzwerks eine integrierte Schnittstelle zur Datenübertragung an Flightradar24 bieten.
Gemäß Eigenangabe waren 2023 über 40.000 ADS-B-Empfänger in Betrieb, die ihre Daten an Flightradar24 liefern. Diese Empfänger decken nach Angaben der Betreiber rund 90 % des europäischen Luftraums und einige Bereiche in Nordamerika, Australien sowie im Nahen Osten ab. Die Website wurde 2014 monatlich im Schnitt 7 Millionen Mal besucht, zwei Jahre später waren es bereits 30 Millionen Besuche.
Die Darstellung geschieht nicht immer in Echtzeit: Aufgrund von Vorschriften der FAA liegt bei Flügen, deren Daten direkt von der FAA zur Verfügung gestellt werden, eine Verzögerung von etwa 5 Minuten vor; dies betrifft insbesondere den nordamerikanischen Luftraum. Die Darstellung jener Flüge hingegen, für deren Positionsbestimmung ADS-B-Daten genutzt werden, erfolgt nach Angabe von Flightradar24 in Echtzeit.
Es existiert eine App für Android und iOS in kostenloser und kostenpflichtiger Version. Die kostenpflichtige stellt eine Vielzahl weiterer Features zusammen und ist werbefrei. Für Windows gab es nur eine kostenpflichtige App, die 2016 aus dem Windows-Store entfernt wurde. Der Dienst ist außerdem via Website verfügbar.
Über Werbebanner, App-Verkäufe und den Handel mit Rohdaten wurde 2015 ein Umsatz von knapp 7 Mio. Euro erzielt, der operative Gewinn lag bei gut 2 Mio. Euro.
Seit September 2016 sendet ein im Europäischen Nordmeer schwimmender Wellengleiter Flugzeug-Positionsdaten an Flightradar24.
Derzeit sind in Europa etwa 65 % der Flugzeuge mit ADS-B ausgestattet, in den Vereinigten Staaten 35 %. Grundsätzlich sind alle Flugzeuge des Konzerns Airbus mit ADS-B ausgestattet, jedoch sind beispielsweise viele Flugzeuge der Typen Boeing 707, 717, 727, 737-200, 747-100, 747-200 und 747SP nicht mit ADS-B ausgerüstet und im Allgemeinen nicht sichtbar, wenn sie nicht von ihren Betreibern nachgerüstet werden. Typische ADS-B-Empfänger sind der SBS-1 von Kinetic Avionic und AirNav von AirNav Systems. Diese Empfänger werden von Freiwilligen betrieben, meistens von Luftfahrtenthusiasten. ADS-B-Signale können auch von einem kostengünstigen, von der Software definierten Funkgerät empfangen und hochgeladen werden, z. B. auf Basis eines R820T-Tuners.

## Tracking
Flightradar24 sammelt Daten folgender Quellen:
1. ADS-B-Daten: Die Hauptquelle ist eine große Anzahl bodengestützter ADS-B-Empfänger, die Daten von Flugzeugen in ihrer Umgebung sammeln, die mit einem ADS-B-Transponder ausgestattet sind. Die Empfänger liefern diese Daten in Echtzeit via Internet an die Institution. Weitere Empfänger befinden sich auf Satelliten und auf dem Meer. Die Transponder an Bord verwenden GPS-Daten für die Position und andere Flugdaten wie Flugzeugkennzeichen sowie Flughöhe, Fluggeschwindigkeit und andere, die von Bordinstrumenten stammen.
2. Multilateration (MLAT): eine Signal-Laufzeitmessung mit FR24-Empfängern. Sie arbeitet mit den Sekundärradar-Mode-S-Transpondern, die auch Flugzeuge ohne ADS-B besitzen. Es sind 99 % von Europa abgedeckt, jedoch nur Teile der USA. Es werden mindestens vier Empfänger benötigt, um anhand der Laufzeitdifferenzen die Position und Höhe eines Flugzeugs zu berechnen.
3. Daten der Federal Aviation Administration. In den USA werden um 5 min verspätete Daten von der Federal Aviation Administration (FAA) bereitgestellt. Die Daten enthalten jedoch möglicherweise nicht die Kennzeichen von Flugzeugen und andere Informationen.
4. Daten aus dem Open Glider Network. Dabei handelt es sich um ein Netzwerk aus FLARM-Empfängern, die Daten von Flugzeugen in ihrer Umgebung sammeln, die mit einem FLARM ausgestattet sind. Das FLARM ist ein in Leichtflugzeugen (vor allem Segelflugzeugen) eingesetztes Kollisionswarngerät.[16]

## Geschichte
Der Dienst wurde 2006 von Mikael Robertsson und Olov Lindberg, zwei schwedischen Luftfahrtenthusiasten, für Nord- und Mitteleuropa gegründet, die ihn dann öffneten, sodass jeder, der über einen geeigneten ADS-B-Empfänger verfügt, seit dem Jahr 2009 Daten einreichen kann. Der Dienst wurde 2010 international bekannt. Die Medien stützten sich darauf, um die durch den Vulkanausbruch Eyjafjallajökull verursachte Flugunterbrechung über dem Nordatlantik und Europa zu beschreiben.
Im Jahr 2014 wurde das System von mehreren großen Nachrichtenagenturen nach mehreren spektakulären Flugunfällen verwendet. Beispiele sind das Verschwinden von Malaysia-Airlines-Flug 370 und im Juli 2014 der Abschuss des Malaysia-Airlines-Fluges 17 über der Ukraine sowie Indonesia-AirAsia-Flug 8501. Flightradar24 berichtete, dass der Web-Traffic im Normalfall auf etwa das 50-Fache des Üblichen angestiegen sei und zu einer Überlastung des Systems geführt habe.
Die deutsche Bundesstelle für Flugunfalluntersuchung nutzt im Rahmen ihrer Ermittlungen bisweilen von Flightradar24 erfasste Positionsdaten.
Nach Angaben von Flightradar24 war der Überführungsflug der sterblichen Überreste der britischen Königin Elisabeth II. am 13. September 2022 mit über 5 Millionen gleichzeitigen Aufrufen der meistverfolgte Flug in der Unternehmensgeschichte. Verfolgt wurde der Flug der Boeing C-17 Globemaster III mit dem Kennzeichen ZZ177 der Royal Air Force vom Flughafen Edinburgh zum Fliegerhorst Northolt.
Vor diesem Flug war der Flug der damaligen Sprecherin des US-Repräsentantenhauses Nancy Pelosi nach Taiwan am 1. August 2022 mit über 200.000 gleichzeitigen Aufrufen der meistverfolgte Flug.

## Kritik
Flightradar24 gibt den genauen Standort und andere Nutzerdaten an Werbepartner und Datenhändler weiter. Eine Info über die Datenweitergabe im sogenannten Transparenz-Label der App-Stores gab es nicht. Stattdessen behauptete Flightradar24, dass „keine Daten [..] mit Drittunternehmen oder -organisationen geteilt“ würden.